# Praia do Bananal (Vila Velha)
A Praia do Bananal é uma praia localizada em Vila Velha, Espírito Santo. Ela se apresenta como uma pequena faixa de areia ao pé do Morro do Moreno. A praia comporta até 150 pessoas apenas. Ocasionalmente a praia se torna imprópria para banho.